# Beta Georgis
Beta Georgis (Església de Sant Jordi en amhàric) és una de les onze esglésies monolítiques excavades a la roca a Lalibela, una ciutat de la regió Amhara d'Etiòpia. L'indret històric i religiós va ser nomenat Lalibela després que el rei Gebra Maskal Lalibela de la dinastia Zagwe, que és considerat un sant per l'Església Ortodoxa Etíop, n'encarregués la construcció al segle xii perquè fos la segona Jerusalem. Va ser declarada Patrimoni de la Humanitat per la UNESCO el 1979, i forma part d'un conjunt d'11 esglésies rupestres de Lalibela.

## Descripció
L'església de Sant Jordi es va tallar en un tipus de toba volcànica. Aquest és l'únic material arquitectònic utilitzat en l'estructura. El perímetre excavat que envolta el temple té unes dimensions de 25 metres de costat mentre que l'església mesura uns 12 metres d'ample per 12 metres d'alt, sense comptar la base de tres nivells sobre els que s'eleva, i té forma de creu grega. Per crear l'espai on hi ha l'església van haver de retirar uns 3400 m³ de roca i uns 450 metros m³ més para esculpir i decorar l'interior de l'església.
La construcció està situada a certa distància a l'oest dels altres dos altres grups d'esglésies formats per deu edificis més i està unida per un conjunt de canals amb el grup de quatre esglésies del nord-est.

## Història

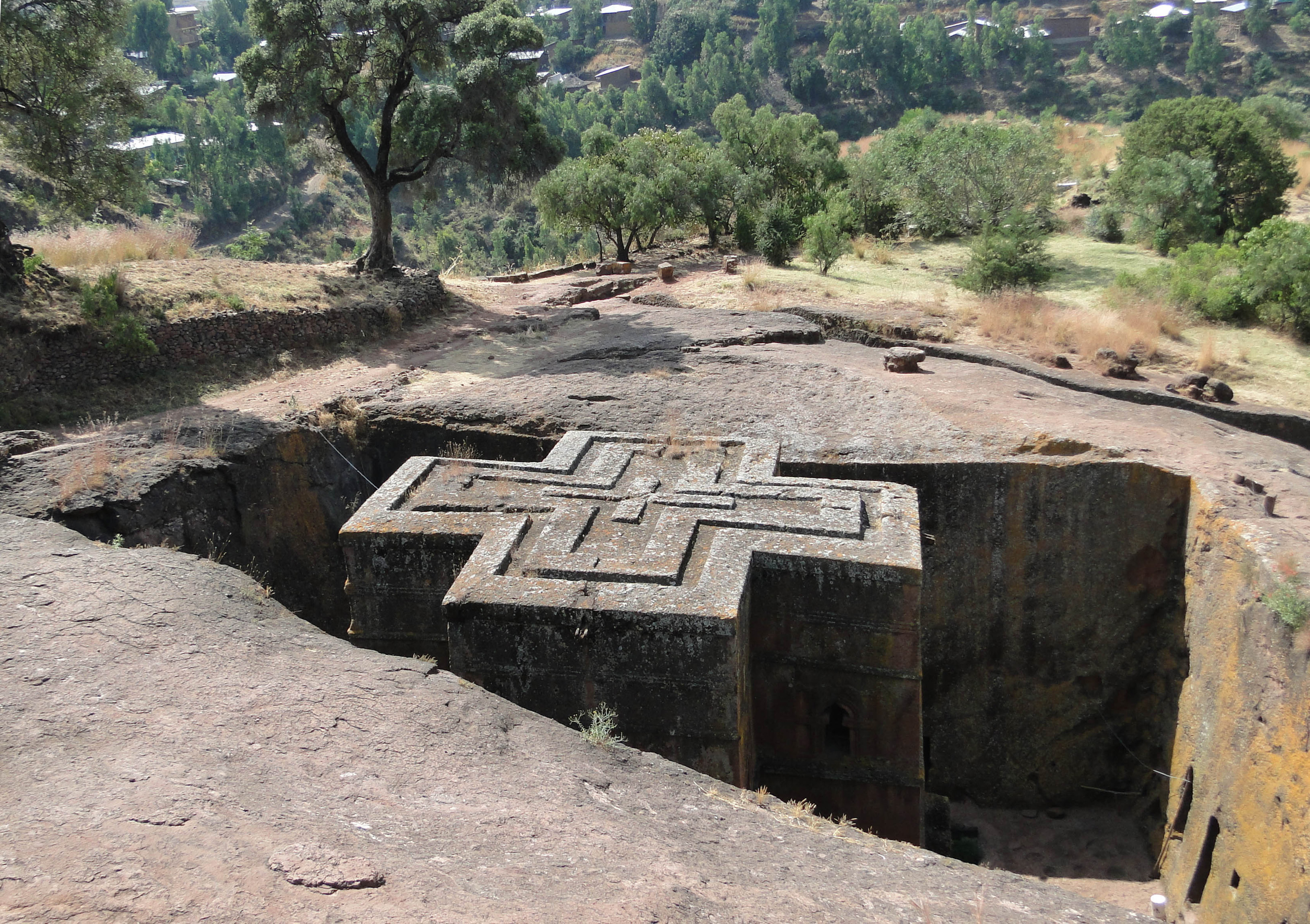
L'església des de dalt.

Ha estat datada a finals del segle xii o principis del segle xiii, i es creu que va ser construït durant el regnat del rei Gebre Mesqel Lalibela, de la darrera dinastia de Zagwe. És la més coneguda, va ser una de les darreres de les onze esglésies de la zona de Lalibela en ser construïda i ha estat anomenat "la vuitena meravella del món ". Lalibela, rei d'Etiòpia, va intentar recrear Jerusalem i va estructurar el paisatge i els llocs religiosos de les esglésies per aconseguir-ho. “Les esglésies de Lalibela estan agrupades en dos grups principals, un representant la Jerusalem terrenal i l'altre que representa la Jerusalem celestial. Enmig hi ha una rasa que representa el riu Jordà". Les dimensions de la rasa són de 25 metres per 25 metres per 30 metres, i hi ha una petita pica de baptisme fora de l'església, que es troba en una rasa artificial.
Segons la història cultural etíop, Bete Giyorgis va ser construït després que el rei Gebre Mesqel Lalibela de la dinastia Zagwe tingués una visió en la qual se li va ordenar construir l'església; Sant Jordi i Déu han estat anomenats com aquells que li van donar les instruccions.
Lalibela és un lloc de peregrinació per a membres de l'Església Ortodoxa Etiòpia de Tewahedo ; l'església en si mateixa forma part del conjunt de Patrimoni de la Humanitat de la UNESCO anomenat "Esglésies de roca-tallada de Lalibela".